# Gross Fiescherhorn
De Gross Fiescherhorn (ook Grosse Fiescherhorn en Grosses Fiescherhorn) is een bergtop in de Zwitserse Berner Alpen. De top ligt in vogelvlucht 8 km ten zuiden van Grindelwald. De berg ligt ten oosten van de Mönch en ten westen van de Finsteraarhorn. De top en de belangrijkste bergkam vormen de grens tussen de gemeenten Grindelwald en Fieschertal en dus ook de kantons Bern en Wallis. Het Fiescherhornmassief (Duits: Fiescherhörner) heeft ook twee secundaire toppen: de Hinter Fiescherhorn en de Klein Fiescherhorn.
De Gross Fiescherhorn werd een eerste maal beklommen op 23 juli 1862 door HB George, Christian Almer, Ulrich Kaufmann en Adolphus Warburton Moore.